# Братусь Іван Іванович
Іван Іванович Братусь (* 26 грудня 1921, Рогозів — † 16 червня 1975) — Герой Радянського Союзу, в роки радянсько-німецької війни командир обслуги 297-го окремого винищувально-протитанкового дивізіону (322-га стрілецька дивізія, 13-та армія, Центральний фронт), полковник.

## Біографія
Народився 26 грудня 1921 року в селі Рогозів (нині Бориспільського району Київської області) в сім'ї селянина. Українець. Батько - Братусь Іван Наумович (1898 р.н - помер в місцях ув'язнення 17 травня 1943 року) був засуджений Особливою трійкою при УНКВС Харківської обл. 16 жовтня 1937 р. за ст. 54-10 ч. 1 КК УРСР до 10 років позбавлення волі, реабілітований Полтавським обласним судом 14 квітня 1960 р.  .   Після школи Братусь Іван Іванович працював бухгалтером бориспільської контори «3аготзерно».
У РСЧА з квітня 1941 року. З початком радянсько-німецької війни в діючій армії. У боях при форсуванні річок Сейм, Десна і Дніпро старший сержант Братусь, діючи в бойових порядках стрілецького підрозділу, у вересні 1943 року гарматним вогнем знищив 5 танків, 6 кулеметів, 8 дзотів і багато німців.
Звання Героя Радянського Союзу з врученням ордена Леніна і медалі «Золота Зірка» (№ 1171) Івану Івановичу Братусю присвоєне 16 жовтня 1943 року.

Погруддя в Борисполі (демонтовано 21.09.2022 р.)

У 1945 році закінчив Саратовське танкове училище, в 1953-му — курси удосконалення КУОС. З 1969 року підполковник Братусь — в запасі. Жив і працював в Києві. Помер 16 червня 1975 року.
Нагороджений орденом Леніна, Червоної Зірки, медалями.

## Вшанування пам'яті
В місті Бориспіль ім'ям Героя названа вулиця та встановлено погруддя. Також вулиця імені Братуся є в його рідному селі Рогозові. 